# Cassandra Clare
Œuvres principales
- Franchise Les Chroniques des Chasseurs d'Ombres
- Série La Cité des ténèbres

Judith Rumelt, connue sous son nom de plume comme Cassandra Clare, née le 27 juillet 1973 à Téhéran en Iran, est une autrice américaine. Elle est surtout connue pour ses romans destinés aux jeunes adultes, dont la franchise à succès Les Chroniques des Chasseurs d'Ombres dont est issue la série La Cité des ténèbres.

## Biographie
Née à Téhéran en Iran, Judith Rumelt est la fille d'un couple américain, Elizabeth et Richard Rumelt, respectivement professeur dans une école de commerce et auteur. Son grand-père maternel était le producteur de films Max Rosenberg. Judith Rumelt est de religion juive, et décrit sa famille comme « non religieuse ».
Enfant, Judith Rumelt a beaucoup voyagé, notamment en Suisse, en Angleterre et en France. Elle retourne à Los Angeles pour ses années de lycée, puis passe son temps entre New York et la Californie, où elle travaille pour plusieurs magazines dont The Hollywood Reporter.
À Los Angeles, Judith Rumelt commence à écrire des fanfiction sous le nom de Cassandra Clare, dont certaines connaissent un certain succès : The Draco Trilogy, basée sur la série Harry Potter, ainsi que The Very Secret Diaries, basé sur Le Seigneur des anneaux.

## Les Chroniques des Chasseurs d'Ombres
En 2004, Cassandra Clare commence à travailler sur la série La Cité des ténèbres, dont le premier livre sort en 2007. La série sera rééditée en 2013, avec la sortie de l'adaptation cinématographique du premier roman, La Cité des ténèbres. La saga connaitra un gros succès et deviendra une franchise, Les Chroniques des Chasseurs d'Ombres, composée de plusieurs séries.

## Œuvres

### Les Chroniques des Chasseurs d'Ombres

#### SérieThe Mortal Instruments(anciennementLa Cité des ténèbres)
La série est rééditée en français à partir de 2013 sous le titre original The Mortal Instruments.
1. La Coupe mortelle, Pocket Jeunesse, 2008 ((en) City of Bones, 2007)Réédité en 2013 sous le titre La Cité des ténèbres
2. L'Épée mortelle, Pocket Jeunesse, 2009 ((en) City of Ashes, 2008)Réédité en 2013 sous le titre La Cité des cendres
3. Le Miroir mortel, Pocket Jeunesse, 2010 ((en) City of Glass, 2009)Réédité en 2013 sous le titre La Cité de verre
4. Les Anges déchus, Pocket Jeunesse, 2012 ((en) City of Fallen Angels, 2011)Réédité en 2013 sous le titre La Cité des anges déchus
5. La Cité des âmes perdues, Pocket Jeunesse, 2014 ((en) City of Lost Souls, 2012)
6. La Cité du feu sacré, Pocket Jeunesse, 2015 ((en) City of Heavenly Fire, 2014)

#### SérieThe Mortal Instruments - Les Origines
1. L'Ange mécanique, Pocket Jeunesse, 2012 ((en) Clockwork Angel, 2010)
2. Le Prince mécanique, Pocket Jeunesse, 2014 ((en) Clockwork Prince, 2011)
3. La Princesse mécanique, Pocket Jeunesse, 2015 ((en) Clockwork Princess, 2013)

#### SérieThe Mortal Instruments - Renaissance
1. La Princesse de la nuit, Pocket Jeunesse, 2017 ((en) Lady Midnight, 2016)
2. Le Prince des ténèbres, Pocket Jeunesse, 2018 ((en) Lord of Shadows, 2017)
3. La Reine de l'air et des ombres, Pocket Jeunesse, 2019 ((en) Queen of Air and Darkness, 2018)Paru en français en deux tomes

#### SérieThe Mortal Instruments - La Malédiction des anciens
Cette série est coécrite avec Wesley Chu (en).
1. Les Parchemins rouges, Pocket Jeunesse, 2020 ((en) The Red Scrolls of Magic, 2019)
2. Le Livre Blanc, Pocket Jeunesse, 2021 ((en) The Lost Book of the White, 2020)
3. (en) The Black Volume of the DeadÀ paraître

#### SérieThe Mortal Instruments - Les Dernières Heures
1. La Chaîne d'or, Pocket Jeunesse, 2021 ((en) Chain of Gold, 2020)
2. La Chaîne de fer, Pocket Jeunesse, 2022 ((en) Chain of Iron, 2021)
3. La Chaîne d'épines, Pocket Jeunesse, 2023 ((en) Chain of Thorns, 2023)

### SérieMagisterium
Cette série est coécrite avec Holly Black.
1. L'Épreuve de fer, Pocket Jeunesse, 2015 ((en) The Iron Trial, 2014)
2. Le Gant de cuivre, Pocket Jeunesse, 2016 ((en) The Copper Gauntlet, 2015)
3. La Clé de bronze, Pocket Jeunesse, 2017 ((en) The Bronze Key, 2016)
4. Le Masque d'argent, Pocket Jeunesse, 2018 ((en) The Silver Mask, 2017)
5. La Tour d'or, Pocket Jeunesse, 2019 ((en) The Golden Tower, 2018)

### SérieLes Chroniques de Castellane
1. Le Pare-lame, De Saxus, 2024 ((en) Sword Catcher, 2023), trad. Thibaud Eliroff, 698 p.  (ISBN 978-2-37876-453-1)
2. (en) The Ragpicker King, Del Rey Books, 2025